# 中山京子
中山 京子（なかやま きょうこ、1989年8月18日 - ）は、日本のフリーアナウンサー。本名：十九浦 京子（つくうら きょうこ、旧姓：中山）。

## 人物
1989年8月18日、京都府に生まれ、その後に滋賀県へ移る。高島市立湖西中学校卒業であることを公表している。
高校時代は硬式野球部の女子マネージャーをしていた。高校卒業後に法政大学人間環境学部に進学。法政大学時代には稲増龍夫が主宰する自主マスコミ講座に第24期生として加入。第24期の同期には木村拓也（現 フジテレビジョンアナウンサー）がいる。
小学生の時にテレビ番組で女性アナウンサーが英語で外国人にインタビューしているシーンを見て、「かっこいい」と憧れたのがきっかけでアナウンサーを志望するようになる。
2012年には現在の夫と交際していた模様。2018年2月22日のTwitterに、「一緒に祝うのはもう？まだ？7回目」と記載。
2013年、大学卒業と同時にあいテレビ（愛媛県）にアナウンサーとして入社。あいテレビ時代には『NEWSキャッチあい』のリポーターなども務めたが、わずか1年で同社を退職する。
2014年4月に千葉テレビ放送へ移籍。移籍の理由は野球好きな自身の思いが高じて「同局の『高校野球ダイジェスト』を担当したかったから」であった。その念願通りに移籍1年目から『高校野球ダイジェスト』を担当する。また同局の『NEWSチバ』のキャスターやローカルCMのナレーション、選挙特番なども担当した。
2015年、この年の5月に元社会人野球選手の一般男性と結婚、7月の『高校野球ダイジェスト』にも前年に引き続いて登板するが、その際に妊娠が発覚したことにより、急遽「体調不良」を理由に番組を降板。結局、2015年末を以て千葉テレビ放送を退職。
2016年3月に第1子の女児を出産。2017年、第2子の男児（長男）を出産。
2019年5月15日、第3子の男児(次男）を出産。
現在は子育て中心の生活ながらもフリーアナウンサーとしての活動も行っている。

## 過去の出演番組

### 千葉テレビ時代
- 『高校野球ダイジェスト』
- 『NEWSチバ』

### あいテレビ時代
- 『NEWSキャッチあい』